# Angel's Friends
Angel's Friends è una serie a fumetti italiana creata da Simona Ferri e pubblicata da Play Press da marzo 2007 a gennaio 2008, curata dalle agenzie romane Red Whale e Yellow Whale, con la supervisione di Bruno Enna per le sceneggiature e di Giada Perissinotto per i disegni.
Nel 2009 è stata adattata in una serie animata, la cui prima stagione è stata trasmessa dal 12 ottobre 2009 su Italia 1. La seconda stagione, inizialmente prevista su Boing per l'autunno 2012 e poi per la primavera 2013, è stata mandata in onda soltanto all'estero e mai in Italia; non fu nemmeno doppiata in italiano. Un film TV, Angel's Friends - Tra sogno e realtà, è stato trasmesso su Italia 1 il 23 aprile 2011.

## Trama
Un gruppo di Angels e Devils viene inviato sulla Terra per seguire delle lezioni e partecipare a uno stage, che li porterà a diventare Guardian Angels e Guardian Devils al 100%. Lo stage prevede che Angels e Devils formino delle coppie, ognuna delle quali dovrà occuparsi di un essere umano chiamato Terreno, e aiutarlo, senza farsi scoprire, a scegliere tra la strada giusta e quella sbagliata.
Angels e Devils sono soggetti al V.E.T.O. (Vietato Esporsi, Toccare, Origliare nel fumetto; Vietato Esporsi, Toccare, Ostacolare nel cartone animato), che impedisce loro di entrare in contatto.

### Fumetto
La Terra è messa in pericolo da alcune creature primordiali, i Riviventi, che rispondono a un individuo misterioso. I Sempiterni si alleano temporaneamente per identificare e fermare il capo dei Riviventi, che scoprono essere Malachia, un ex Devil che ha rinunciato alla vita eterna per amore di una donna umana, Vera. Quando poi lei lo ha lasciato, l'uomo ha deciso di vendicarsi di Terreni, Angels e Devils.

### Cartone animato

#### Prima stagione
La Neutra Reìna, prigioniera nel Limbo, trama contro i Sempiterni che l'hanno rinchiusa, aiutata dal servo Malachia. L'unico modo per poter tornare libera è che venga compiuto un sacrilegio, essendo stato un sacrilegio ad averla imprigionata: per raggiungere il suo scopo sfrutta i sentimenti che stanno nascendo tra l'Angel Raf e un Devil di nome Sulfus, cercando di farli rimanere da soli e costringendoli alla fine a baciarsi. Il sacrilegio rompe le catene che imprigionavano Reìna, la quale, una volta libera, svela a Raf le sue origini: l'Angel è nata Terrena e fu adottata dalle Alte Sfere quando i suoi genitori, due potenti sovrani, perirono a causa di una sfida tra Angels e Devils. In questo modo, la Neutra riesce a convincere Raf ad entrare nella Stanza dei Ritratti con l'aiuto di Sulfus, per vedere le foto dei suoi veri genitori: Reìna ne approfitta per infiltrarsi nella stanza, rubare tutti i ritratti e controllare la volontà dei Terreni. Grazie all'esplosione di Raf in "Stell'Angelica", potere che ha essendo di origine Terrena e che si sprigiona quando le persone da lei amate sono in pericolo, i Sempiterni riescono a sconfiggere Reina. Raf scopre anche che la Neutra le ha mentito e che il suo vero padre è in realtà Malachia, che sacrifica la sua vita per proteggerla da Reina, mentre sua madre è ancora viva, ma prigioniera di alcune sconosciuti.

#### Seconda stagione
Dopo le vacanze estive, Angels e Devils tornano alla Golden School e vengono loro assegnati nuovi Terreni. Sulfus viene perseguitato da Blu, una vampira alata che lo ipnotizza, portandolo nel sotterraneo dove viene tenuta prigioniera Angelie, la madre di Raf. Quando l'incantesimo svanisce, Sulfus cerca di liberarla, ma viene ricattato dai rapitori: dovrà ignorare Raf, pena la morte di Angelie. Alla Golden School arrivano i professori della Summer School e nuovi presidi, il generale Devil Kubral e la generale Angel Cassidy, che in realtà sono i rapitori di Angelie e vogliono far ricominciare la sanguinosa guerra tra Angels e Devils. Dopo alcune settimane, Sulfus riceve un nuovo ordine: corteggiare e baciare Dolce. Il Devil si rifiuta di farlo, e viene quindi imprigionato e clonato. Il clone bacia Dolce, provocando in Raf una "vibrazione disarmonica": amore e odio provati allo stesso tempo in un cuore sia sempiterno che Terreno. La vibrazione apre a Kubral e Cassidy la strada verso la bilancia del V.E.T.O. I due sanno che solo la luce sempiterna di Raf potrebbe distruggerla, e fanno in modo che Raf e Sulfus li seguano, rompendo la bilancia e provocando la fine del V.E.T.O. Raf, con l'aiuto di Sulfus, scopre che sua madre è ancora viva e dove sia rinchiusa, e con l'aiuto delle sue amiche e dei Devils riesce a liberarla e a combattere i rapitori in un torneo. Durante l'ultima battaglia contro Kubral e Cassidy, Angels e Devils rischiano di sparire per sempre, ma Raf e Sulfus, in fin di vita, si abbracciano, ristabilendo l'equilibrio tra bene e male, salvando le proprie vite e quelle dei loro amici. Dopo due settimane, l'anno scolastico si conclude, e Arkhan e Temptel nominano gli stagisti "Angels e Devils al 99,9%". Per ottenere lo 0,1% mancante, gli Angels e i Devils dovranno frequentare un altro anno di corsi alla Golden University, ma Raf e Sulfus annunciano di aver deciso di percorrere il Sentiero delle Metamorfosi per diventare Terreni. Mentre i Sempiterni e gli umani festeggiano durante il ballo di fine anno, Blu libera Reìna dal Limbo con la chiave ottenuta da Kubral e Cassidy in cambio del suo aiuto.

## Luoghi
Angie Town
È la città dove abitano gli Angels, è molto simile alla città terrena, infatti contiene negozi, scuole, ospedali e musei trasfigurati però in chiave angelica, e si trova sospesa in cielo sopra le nuvole. È controllata dalle Alte Sfere, al cui servizio vi sono i serafini.
Zolfanello City
È la città da cui provengono i Devils, anch'essa una metropoli vera e propria, vi regna il caos e si trova nelle viscere della Terra. È governata dalla Basse Sfere, i cui messaggeri sono le male bolge.
Città Terrena
È la città dei Terreni che vengono custoditi e irretiti da Angels e Devils. Non si conosce il suo nome, ma somiglia molto alle metropoli europee.
Golden School
È la scuola dove studiano i Terreni. Si trova nella città terrena ed è un edificio antico ed imponente, che contiene stanze misteriose sconosciute ai Terreni: qui Angels e Devils seguono il loro stage. Al centro si trova l'Ala Centrale, dove ci sono le aule dei sempiterni (nel fumetto seguono le lezioni di Arkan e Temptel insieme, mentre nel cartone animato sono separati nelle Angel's Classroom e Devil's Classroom) e nello stesso corridoio c'è la Sala Ricreativa, che può trasformarsi in qualsiasi luogo (nel cartone viene sostituita dall'Aula Sfida, dove avvengono le sfide fra Angels e Devils). Nella torre della scuola ci sono i Sognatori, cioè i dormitori degli Angels, mentre nei sotterranei ci sono gli Incubatori, i dormitori dei Devils.
Nel fumetto gli Angels vivono nella torre scolastica, dove i Terreni credono che ci sia solo una soffitta vuota. Per aprire la porta che conduce ai Sognatori, è necessario inserire il badge e suonare una nota angelica che cambia quotidianamente. Al terzo tentativo fallito, il badge viene ritirato. Nella torre si trova anche l'Aula Celeste, dove gli Angels seguono le lezioni di Cimentus; allo stesso modo, nei sotterranei i Devils seguono le lezioni di Putzo nell'Aula Maligna.
Nel cartone animato, durante il 1800 la Golden School era un castello, noto come Golden Castle.
Mistery House
Compare solo nel cartone animato. È la casa in cui vivono Reìna e Malachia dopo aver lasciato il Limbo. In seguito si scopre che è la casa dove è nata e cresciuta Raf durante la sua infanzia da Terrena, assieme ai suoi genitori Malachia e Angelie.
Limbo
Compare solo nel cartone animato. È il luogo dov'è imprigionata Reìna sin dai tempi del suo esilio, è un luogo al di fuori del controllo sia delle Alte Sfere, che delle Basse Sfere; vi sono rinchiusi vari individui pericolosi per ambo gli schieramenti. Se si resta per troppo tempo nel Limbo, si rischia di dimenticare il proprio nome e per quale motivo si è lì, e ci si perde per sempre. Solo un sacrilegio tra Angel e Devil (come il bacio tra Raf e Sulfus) è abbastanza potente da infrangere il muro di una delle celle di questo mondo. Anche Malachia vive qui con la sua padrona, ma a lui è concesso spostarsi nel mondo reale tramite delle videofinestre.
Sentiero delle Metamorfosi
È un leggendario percorso, irto di prove ed ostacoli che, se superato, permetterebbe ad Angel e Devil di diventare Terreni. Tyco e Sai decisero di percorrerlo ma, giunti alla fine, non sono riusciti a trasformarsi e sono stati costretti a separarsi. In esso soffia il Sospiro degli Inganni (o Vento delle Metamorfosi), una potente corrente che inibisce la ragione e spinge sia umani che sempiterni ad agire d'impulso e sull'onda delle emozioni. Compare per la prima volta nel film Tra sogno e realtà. Alla fine della seconda stagione, Raf e Sulfus decidono di percorrerlo, per essere liberi di amarsi.

## Pubblicazioni

### Fumetto
La pubblicazione del fumetto di Angel's Friends da parte di Play Press ha inizio nel marzo 2007 con periodicità mensile (poi bimestrale). La versione cartacea è curata dalle agenzie Red Whale e Yellow Whale, sceneggiata da Bruno Enna e disegnata da Giada Perissinotto. Nei numeri 11 e 12 della rivista sono stati inseriti due capitoli. La pubblicazione è stata interrotta nel gennaio 2008 con l'uscita del numero 12 e del capitolo 14, Una Scintilla nel Cuore.
Una seconda versione del fumetto, tratta dalla serie animata, è stata pubblicata bimestralmente da Preziosi Collection a partire dal 2009, sulla rivista Angel's Friends Magazine, e interrotta alla quarta uscita.
Capitoli del fumetto Play Press
1. Il giorno eterno
2. L'osservatore
3. Solo due passi
4. Un piccolo male
5. La città degli angeli
6. L'ombra di Sulfus
7. Il Neutromante
8. Spiffera-segreto
9. Il custode
10. Mai più insieme
11. L'altra faccia dell'amore
12. Il punto sensibile
13. Tra sogno e realtà
14. Una scintilla nel cuore

Capitoli del fumetto Preziosi
1. Rincorrere il vento
2. Le cose non dette
3. La tempesta
4. Fra Bene e Male

### Libri e romanzi
- Angel's Friends - Diario segreto, Giunti Junior, 2009,  p. 130, ISBN 978-88-09-74428-8.
- Rosalba Troiano, Il mondo di Angel's Friends, Giunti Junior, 2009,  p. 132, ISBN 978-88-09-05839-2.

I romanzi, ambientati durante la serie televisiva, raccontano alcuni avvenimenti reperibili nella versione animata e situazioni inedite.
- Rosalba Troiano, Segreti e ombre alla Golden School, Giunti Junior, 2009,  p. 288, ISBN 978-88-09-74427-1.
- Rosalba Troiano, Tutta colpa di un bacio, Giunti Junior, 2009,  p. 256, ISBN 978-88-09-74982-5.
- Rosalba Troiano, Tra sogno e realtà, Giunti Junior, 2011,  p. 128, ISBN 978-88-09-75887-2.

## Cartone animato
Durante la Fiera del Libro di Bologna del 2007, alcune case di produzione proposero di realizzare la versione animata del fumetto. Simona Ferri, creatrice della serie, si rivolse al sociologo infantile Eddy Jamous, insieme al quale decise di alzare l'età dei personaggi per renderli modelli a cui aspirare. La serie animata venne prodotta da RTI, Mondo TV e Play Entertainment, per la regia di Orlando Corradi e i soggetti e le sceneggiature di Francesco Arlanch e Francesco Balletta. La realizzazione era stata inizialmente commissionata alla ditta Stranemani con regia di Massimo Montigiani, che caricò anche un trailer sul proprio sito, con character design uguale a quello del fumetto.
La prima stagione del cartone animato venne trasmessa dal 12 ottobre 2009 su Italia 1, conseguendo uno share medio dell'8,2%, con picchi dell'11%. Nonostante fosse destinata ad un target femminile (tra i 6 e i 13 anni), il 30% degli spettatori risultò essere composto da maschi. A gennaio 2011 venne annunciata la produzione di una seconda stagione, composta da 52 episodi da 13 minuti l'uno. Fu trasmessa in prima visione mondiale in Russia, su Multimania, dal 29 aprile 2012. La messa in onda italiana, inizialmente annunciata per l'autunno 2012 su Boing, fu successivamente rimandata alla primavera 2013, ma non avvenne mai. Nel febbraio 2013 venne reso noto che una terza stagione era in produzione, ma non fu poi realizzata.
Nel settembre 2014, Mondo TV caricò sul canale ufficiale YouTube Mondo World gli episodi delle due stagioni in inglese, francese e russo.
Angel's Friends è stato distribuito in diversi paesi in tutto il mondo, quali Belgio, Lussemburgo, Bulgaria, Repubblica Ceca, Slovacchia, Ex-Jugoslavia, Spagna, Portogallo, America Latina, Malaysia, Perù, Russia, Stati Uniti e Venezuela.

### Episodi
| Stagione         | Episodi | Prima TV italiana | Prima TV italiana |
| Stagione         | Episodi | Inizio            | Fine              |
| ---------------- | ------- | ----------------- | ----------------- |
| Prima stagione   | 52      | 12 ottobre 2009   | 27 marzo 2010     |
| Seconda stagione | 52      | inedita           | inedita           |

### Doppiaggio
Il doppiaggio della serie è curato da Merak Film e diretto da Graziano Galoforo, con i dialoghi italiani scritti da Martino Consoli, Silvia Bacinelli e Riccardo Maria Rinaldi.
| Personaggio | Doppiatore           |
| ----------- | -------------------- |
| Raf         | Patrizia Mottola     |
| Urié        | Benedetta Ponticelli |
| Dolce       | Francesca Bielli     |
| Miki        | Marcella Silvestri   |
| Sulfus      | Simone D'Andrea      |
| Kabalé      | Emanuela Pacotto     |
| Cabiria     | Maddalena Vadacca    |
| Gas         | Luca Bottale         |
| Arkhan      | Antonio Paiola       |
| Temptel     | Paola Della Pasqua   |
| Andrea      | Renato Novara        |
| Ginevra     | Elisabetta Spinelli  |
| Edoardo     | Massimo Di Benedetto |
| Giulia      | Renata Bertolas      |
| Reìna       | Alessandra Karpoff   |
| Malachia    | Diego Sabre          |
| Gabi        | Davide Albano        |
| Misha       | Cinzia Massironi     |
| Tyco        | Patrizio Prata       |
| Sai         | Cristiana Rossi      |
| Zebel       | Luca Bottale         |
| Scarlett    | Cristiana Rossi      |
| Terence     | Lorenzo Scattorin    |
| Alte Sfere  | Marina Thovez        |

### Edizioni Home Video
La serie animata è stata adattata in Italia in una collezione di DVD, pubblicati da Mondo Home Entertainment a partire da novembre 2009. La collezione comprende la prima stagione con 10 DVD, i primi due contenenti 6 episodi e i rimanenti 5 episodi ciascuno.

### Colonna sonora
Il 2 novembre 2010 venne pubblicato il CD musicale dedicato alla serie Angel's Friends. L'album contiene la sigla italiana interpretata da Cristina D'Avena più 10 canzoni in inglese dedicate ai personaggi protagonisti del cartone e ad essi intitolate.
Testi di Katherine Walczyk e Maria Merola, musiche di Danilo Bernardi e Giuseppe Zanca, tranne Angel's Friends.
1. Cristina D'Avena – Angel's Friends – 3:14 (testo: Antonio Divincenzo)
2. Kate Kelly – Cabiria – 3:35
3. Gabriella Vainiglia – Kabalé – 3:21
4. Silvio Pozzoli – Malachia – 2:50
5. Antonio Divincenzo – Gas – 3:16
6. Mary Montesano – Miki – 3:34
7. Gisella Cozzo – Raf – 3:57
8. Mark Evans – Sulfus – 3:18
9. Sewit Villa Jacobs – Reìna – 3:37
10. Fabiana Vitellio – Dolce – 3:06
11. Barbara Comi – Urié – 3:16

Durata totale: 37:04

## Serie televisiva
Nel 2016 Play Entertainment e Mad Rocket Entertainment hanno prodotto un pilot teaser della durata di sette minuti intitolato Darkly, liberamente ispirato alla serie animata. Adattato da Daniele Cosci per la regia di Alessio Liguori, vede Alessandro Danzi nel ruolo di Sulfus, Demetra Bellina nel ruolo di Raf e Denise Tantucci nel ruolo di Reina. La trama segue Raf e Sulfus, obbligati a vivere sulla Terra come umani senza memoria a causa di un sortilegio di Reina, gelosa del loro amore, mentre Decamalion, un essere affamato di potere, cerca di vendicarsi di coloro che lo bandirono dall'aldilà insieme ai suoi ribelli, gli Insorti. Secondo Mad Rocket Entertainment, si sarebbe potuto sviluppare in una serie televisiva da 10 episodi, mai realizzata.